# VM i nordisk skiløb 2011
Verdensmesterskaberne i nordisk skiløb 2011 blev arrangeret af FIS og afviklet ved Holmenkollen i Oslo, Norge, i perioden 23. februar – 6. marts 2011. Holmenkollen var VM-vært for femte gang, og det norske skisportsområde blev tildelt værtskabet ved FIS-kongressen i Vilamoura, Portugal, den 25. maj 2006. De øvrige ansøgere var Val di Fiemme, Italien, og Zakopane, Polen; den norske ansøgning vandt med stemmerne 12 – 4 – 0 over henholdsvis den italienske og den polske. 
Som de øvrige gange, hvor VM er afholdt ved Holmenkollen, i henholdsvis 1930, 1952, 1966 og 1982, afholdtes samtidig Holmenkollen Ski Festival.

## Højdepunkter
Ved mesterskaberne blev de norske arrangører den store medaljesluger, der hjemførte 20 medaljer, deraf otte af guld. Disse otte guldmedaljer blev alle hentet i langrend, hvor henholdsvis Marit Bjørgen hos kvinderne med tre individuelle og en holdsejr tog fire guldmedaljer og en sølvmedalje, mens Petter Northug hos mændene med to individuelle og en holdsejr tog tre guldmedaljer og derforuden to medaljer af sølv. 
Den næstmest vindende nation var Østrig, der tog alle sine syv guldmedaljer i henholdsvis skihop, hvor de sikrede sig samtlige fem førstepladser, samt i nordisk kombineret, hvor det blev til guld i de to holddiscipliner. Især Thomas Morgenstern og Gregor Schlierenzauer stod bag skihopmedaljerne, idet de hver vandt en individuel konkurrence og var med til at vinde de to holdkonkurrencer. Morgenstern fik desuden en sølvmedalje på stor bakke, hvor Schlierenzauer vandt.
En af de største overraskelser stod Devon Kershaw og Alex Harvey fra Canada for, da de hjemførte den første canadiske guldmedalje nogensinde ved et VM i nordisk skiløb, og oven i købet i en af de discipliner, der ellers havde Norge som favorit; de to vindere slog de nordmændene med 0,2 sekunder.

## Medaljevindere

### Langrend

#### Mænd
| Disciplin                     | Guld                                                                              | Guld      | Sølv                                                                         | Sølv      | Bronze                                                                | Bronze    |
| ----------------------------- | --------------------------------------------------------------------------------- | --------- | ---------------------------------------------------------------------------- | --------- | --------------------------------------------------------------------- | --------- |
| Sprint                        | Marcus Hellner                                                                    | 2:57,4    | Petter Northug                                                               | 2:58,0    | Emil Jönsson                                                          | 2:58,5    |
| 30 km jagtstart               | Petter Northug                                                                    | 1:14:10,4 | Maksim Vylegzjanin                                                           | 1:14:11,1 | Ilja Tsjernousov                                                      | 1:14:16,6 |
| 15 km langrend, klassisk stil | Matti Heikkinen                                                                   | 38:14,7   | Eldar Rønning                                                                | 38:28,0   | Martin Johnsrud Sundby                                                | 38:46,6   |
| Holdsprint                    | Canada: Devon Kershaw, Alex Harvey                                                | 19:10,0   | Norge: Petter Northug, Ola Vigen Hattestad                                   | 19:10,2   | Rusland: Aleksandr Panzjinskij, Nikita Krjukov                        | 19:10,4   |
| Stafet                        | Norge: Martin Johnsrud Sundby, Eldar Rønning, Tord Asle Gjerdalen, Petter Northug | 1:40:10,2 | Sverige: Daniel Rickardsson, Johann Olsson, Anders Södergren, Marcus Hellner | 1:40:11,5 | Tyskland: Jens Filbrich, Axel Teichmann, Franz Göring, Tobias Angerer | 1:40:15,9 |
| 50 km fri                     | Petter Northug                                                                    | 2:08:09,0 | Maksim Vylegzjanin                                                           | 2:08:10,7 | Tord Asle Gjerdalen                                                   | 2:08:15,3 |

#### Kvinder
| Disciplin           | Guld                                                                           | Guld      | Sølv                                                                              | Sølv      | Bronze                                                                                | Bronze    |
| ------------------- | ------------------------------------------------------------------------------ | --------- | --------------------------------------------------------------------------------- | --------- | ------------------------------------------------------------------------------------- | --------- |
| Sprint              | Marit Bjørgen                                                                  | 3:03,9    | Arianna Follis                                                                    | 3:04,1    | Petra Majdic                                                                          | 3:04,4    |
| 15 km jagtstart     | Marit Bjørgen                                                                  | 38:08,6   | Justyna Kowalczyk                                                                 | 38:16,1   | Theresa Johaug                                                                        | 38:17,4   |
| 10 km klassisk stil | Marit Bjørgen                                                                  | 27:39,3   | Justyna Kowalczyk                                                                 | 27:43,4   | Aino-Kaisa Saarinen                                                                   | 27:49,0   |
| Holdsprint          | Sverige: Ida Ingemarsdotter, Charlotte Kalla                                   | 19:25,0   | Finland: Aino-Kaisa Saarinen, Krista Lähteenmäki                                  | 19:28,3   | Norge: Maiken Caspersen Falla, Astrid Jacobsen                                        | 19:29,1   |
| Stafet              | Norge: Vibeke Skofterud, Therese Johaug, Kristin Størmer Steira, Marit Bjørgen | 53:30,0   | Sverige: Ida Ingemarsdotter, Anna Haag, Britta Johansson Norgren, Charlotte Kalla | 54:06,1   | Finland: Pirjo Muranen, Aino-Kaisa Saarinen, Riitta-Liisa Roponen, Krista Lähteenmäki | 54:28,8   |
| 30 km fri stil      | Therese Johaug                                                                 | 1:23:45,1 | Marit Bjørgen                                                                     | 1:24:29,1 | Justyna Kowalczyk                                                                     | 1:25:19,1 |

### Nordisk kombination
| Disciplin                        | Guld                                                                  | Guld    | Sølv                                                                     | Sølv    | Bronze                                                           | Bronze  |
| -------------------------------- | --------------------------------------------------------------------- | ------- | ------------------------------------------------------------------------ | ------- | ---------------------------------------------------------------- | ------- |
| Lille bakke + 10 km, individuelt | Eric Frenzel                                                          | 25:19,2 | Tino Edelmann                                                            | 25:31,1 | Felix Gottwald                                                   | 25:37,6 |
| Stor bakke + 10 km, individuelt  | Jason Lamy Chappuis                                                   | 25:31,6 | Johannes Rydzek                                                          | 25:38,3 | Eric Frenzel                                                     | 25:38,6 |
| Lille bakke, hold                | Østrig: David Kreiner, Bernhard Gruber, Felix Gottwald, Mario Stecher | 48:07,8 | Tyskland: Johannes Rydzek, Björn Kircheisen, Tino Edelmann, Eric Frenzel | 48:08,2 | Norge: Jan Schmid, Magnus Moan, Mikko Kokslien, Håvard Klemetsen | 48:14,4 |
| Stor bakke, hold                 | Østrig: Bernhard Gruber, David Kreiner, Felix Gottwald, Mario Stecher | 47:12,3 | Tyskland: Johannes Rydzek, Björn Kircheisen, Eric Frenzel, Tino Edelmann | 47:12,4 | Norge: Mikko Kokslien, Håvard Klemetsen, Jan Schmid, Magnus Moan | 47:53,0 |

### Skihop

#### Mænd
| Disciplin                | Guld                                                                           | Guld   | Sølv                                                                  | Sølv   | Bronze                                                                      | Bronze |
| ------------------------ | ------------------------------------------------------------------------------ | ------ | --------------------------------------------------------------------- | ------ | --------------------------------------------------------------------------- | ------ |
| Individuelt, lille bakke | Thomas Morgenstern                                                             | 269,2  | Andreas Kofler                                                        | 260,1  | Adam Małysz                                                                 | 252,2  |
| Individuelt, stor bakke  | Gregor Schlierenzauer                                                          | 277,5  | Thomas Morgenstern                                                    | 277,2  | Simon Ammann                                                                | 274,3  |
| Hold, lille bakke        | Østrig: Gregor Schlierenzauer, Martin Koch, Andreas Kofler, Thomas Morgenstern | 1025,5 | Norge: Anders Jacobsen, Bjørn Einar Romøren, Anders Bardal, Tom Hilde | 1000,5 | Tyskland: Martin Schmitt, Michael Neumayer, Michael Uhrmann, Severin Freund | 968,2  |
| Hold, stor bakke         | Østrig: Gregor Schlierenzauer, Martin Koch, Andreas Kofler, Thomas Morgenstern | 500,0  | Norge: Anders Jacobsen, Johan Remen Evensen, Anders Bardal, Tom Hilde | 456,4  | Slovenien: Peter Prevc, Jurij Tepeš, Jernej Damjan, Robert Kranjac          | 452,6  |

#### Kvinder
| Disciplin                | Guld             | Guld  | Sølv              | Sølv  | Bronze        | Bronze |
| ------------------------ | ---------------- | ----- | ----------------- | ----- | ------------- | ------ |
| Individuelt, lille bakke | Daniela Iraschko | 231,7 | Elena Runggaldier | 218,9 | Coline Mattel | 211,5  |

### Medaljetabel
| Plac. | Land      | Guld | Sølv | Bronze | Total |
| ----- | --------- | ---- | ---- | ------ | ----- |
| 1.    | Norge     | 8    | 6    | 6      | 20    |
| 2.    | Østrig    | 7    | 2    | 1      | 10    |
| 3.    | Sverige   | 2    | 2    | 1      | 5     |
| 4.    | Tyskland  | 1    | 4    | 3      | 8     |
| 5.    | Finland   | 1    | 1    | 2      | 4     |
| 6.    | Frankrig  | 1    | -    | 1      | 2     |
| 7.    | Canada    | 1    | -    | -      | 1     |
| 8.    | Rusland   | -    | 2    | 2      | 4     |
| 8.    | Polen     | -    | 2    | 2      | 4     |
| 10.   | Italien   | -    | 2    | -      | 2     |
| 11.   | Slovenien | -    | -    | 2      | 2     |
| 12.   | Schweiz   | -    | -    | 1      | 1     |